# Imre Oravecz
Imre Oravecz (n. 15 februarie 1943, Szajla, Districtul Pétervására, Heves, Ungaria) este un poet și traducător de opere literare maghiar.

## Opera
- 1972: Cochilie ("Héj") poezii;
- 1979: Schimbările vegetației unui lot de pământ ("Egy földterület növénytakarójának változása") poezii;
- 1979: Altfel toții ("Máshogy mindenki más") poezii pentru copii;
- 1983: Cartea hopilor ("A hopik könyve") poezii;
- 1988: septembrie 1972 ("1972. szeptember ");
- 1988: Pescarul-fragmente pentru o carte a satului ("Halászóember. Szajla – töredékek egy faluregényhez");
- 2000: Selecție de poezii ("Válogatott költeményei");
- 2002: Ziua potrivită ("A megfelelő nap") poezii;
- 2007: Groapa lui Ondrok ("Ondrok gödre") roman;

Traducător al lui Paul Celan, Artmann, Frischmuth, Kroetz și Ryokan